# Фомин, Тимофей Алексеевич
Тимофе́й Алексе́евич Фоми́н (1922—2008) — агроном совхоза «Сулинский», Ростовская область, Герой Социалистического Труда (1953).

## Биография
Родился 24 апреля 1922 года на хуторе Вербенка Сулиновской волости (ныне посёлок Вербенка в составе города Красный Сулин, Ростовская область).
Окончил среднюю школу № 3 (г. Красный Сулин), затем Персиановский сельскохозяйственный институт (ныне ДонГАУ).
Т. А. Фомин — ветеран Великой Отечественной войны. Воевал под Сталинградом. Освобождал Прагу, Варшаву, участвовал в штурме Берлина, после падения которого в составе группы советских войск участвовал во встрече с американцами на Эльбе. Орденом Красной Звезды награждён за удачно выполненное военное задание, при этом он был тяжело ранен в грудь.
После демобилизации, в 1946 году, Тимофей Алексеевич пошёл работать в сельское хозяйство. Был бригадиром. Работал агрономом в совхозе № 6 «Ростовуголь» (город Новошахтинск).
Звание Героя Социалистического Труда (1953) был удостоен за получение высокого урожая озимой пшеницы — 34,4 центнера с гектара.
В 1960-х годах работал в совхозе «Сулинский» главным агрономом. Затем уехал в Московскую область, в совхоз Фаустово (сейчас г. Белоозёрский) на постоянное место жительства.
Проживал в деревне Дурниха Раменского района. 
Умер 16 октября 2008 года. Похоронен на кладбище села Михайловская Слобода, сельского поселения Чулковское, Московской области.

## Награды
- Герой Социалистического Труда (1953).
- Ордена Ленина, Отечественной войны 1-й и 2-й степеней, Красной Звезды, медали.